# Fadogia variifolia
Fadogia variifolia är en måreväxtart som beskrevs av Robyns. Fadogia variifolia ingår i släktet Fadogia och familjen måreväxter. Inga underarter finns listade i Catalogue of Life.